# Ariel Prat
Ariel Prat es el seudónimo de Roberto Ariel Martorelli (Buenos Aires, 9 de diciembre de 1960) es un cantante, músico, compositor y poeta argentino. Su música plasma todo lo relacionado con la cultura rioplatense; como el tango, la murga, el candombe y el rock.

## Biografía
Roberto Ariel Martorelli nació en Buenos Aires, en el barrio de Villa Urquiza. Su niñez transcurrió entre la música y el fútbol (jugó tres años en los legendarios «Cebollitas» de Argentinos Juniors con Diego Armando Maradona). Sus primeras canciones datan de la última fase de la dictadura militar, y reflejan el ambiente que se vivía bajo el régimen.
Formó parte de grupos de artistas alternativos en los fines de la dictadura militar y durante esos años se fue transformando en un referente de la nueva canción porteña. La confesa pasión que sentía Prat hacia los carnavales de Buenos Aires como miembro de una murga lo ha llevado a integrar diversas agrupaciones murgueras ya fuese como cantante, bailarín o guionista. Esa pasión lo llevó a impulsar la ordenanza municipal que declaró a las Murgas y a las Agrupaciones de Carnaval de Patrimonio Cultural en la Ciudad Autónoma de Buenos Aires, que la Legislatura de la Ciudad votó en el año 1997. Ese año, Prat fundó el Club Murguérico del Río de la Plata, en cuyo escenario se presentaron juntas por primera vez murgas tanto de Montevideo (Uruguay) y de Buenos Aires, con sus similitudes y diferencias.
Prat ha colaborado en trabajos discográficos de artistas populares como León Gieco, La Chilinga, Flavio Cianciarulo (bajista y cantante de los Fabulosos Cadillacs), La Chicana, Juan Carlos Cáceres (otro gran impulsor de los toques negros en la música argentina) y con la banda de rock Bersuit Vergarabat.
Prat es fanático de River Plate; equipo al que le dedicó varias canciones

## Discografía
- Y esa otra ciudad (1991)
  1. El Apetito Sexual - Ariel Prat
  2. Ven A Cumbiar Conmigo (Cumbia Negra) - Ariel Prat
  3. Necesito Estar Cerca - Ariel Prat, Miguel Cantilo, Jorge Durietz
  4. Ya No Puedo Conformarme Así - Ariel Prat, Juan Carlos Baglietto
  5. Todo Para Hacer Se Hará - Ariel Prat
  6. Cantando Al Sur Bajo La Lluvia - Ariel Prat, León Gieco
  7. Y Muere El Candombe - Ariel Prat
  8. Historia De Un Día - Ariel Prat
  9. Reportaje Exclusivo De Un Inadaptado - Ariel Prat
  10. La Ley De La Calle - Ariel Prat
- Marcado sobre la raya (1997) (Ariel Prat, La Houseman Rene Band)
  1. Chamuyitos A
  2. Historia de un Gil
  3. Al Final Del Carnaval
  4. Se Nota Que Ya Sabés
  5. Agua y Diamante
  6. Casi Siempre
  7. Enzo, Único Rey
  8. Sueño Liviano
  9. Chamuyitos B
  10. Nómade
  11. 840
  12. Milady
  13. Chamuyito Final C/ Entrada Tradicional Murguera
  14. Consumo con Suministro
  15. Aguante y Juegue Argentina
- Sobre la hora (2000)
- Los trasplantados de Madrid (2005)
- Luna del Pilar (2006)
- Negro y murguero (2008)
- Milagros al revés (2010)
- Orgullo de barrio (2012)
- No solo murga (2016)
- Herencia Negrada (2018)